# Église Saint-Vigor de Saint-Vigor-d'Ymonville
L'église Saint-Vigor est une église située à Saint-Vigor-d'Ymonville, en France.

## Localisation
L'église est située sur la commune de Saint-Vigor-d'Ymonville, dans le département de la Seine-Maritime.

## Historique

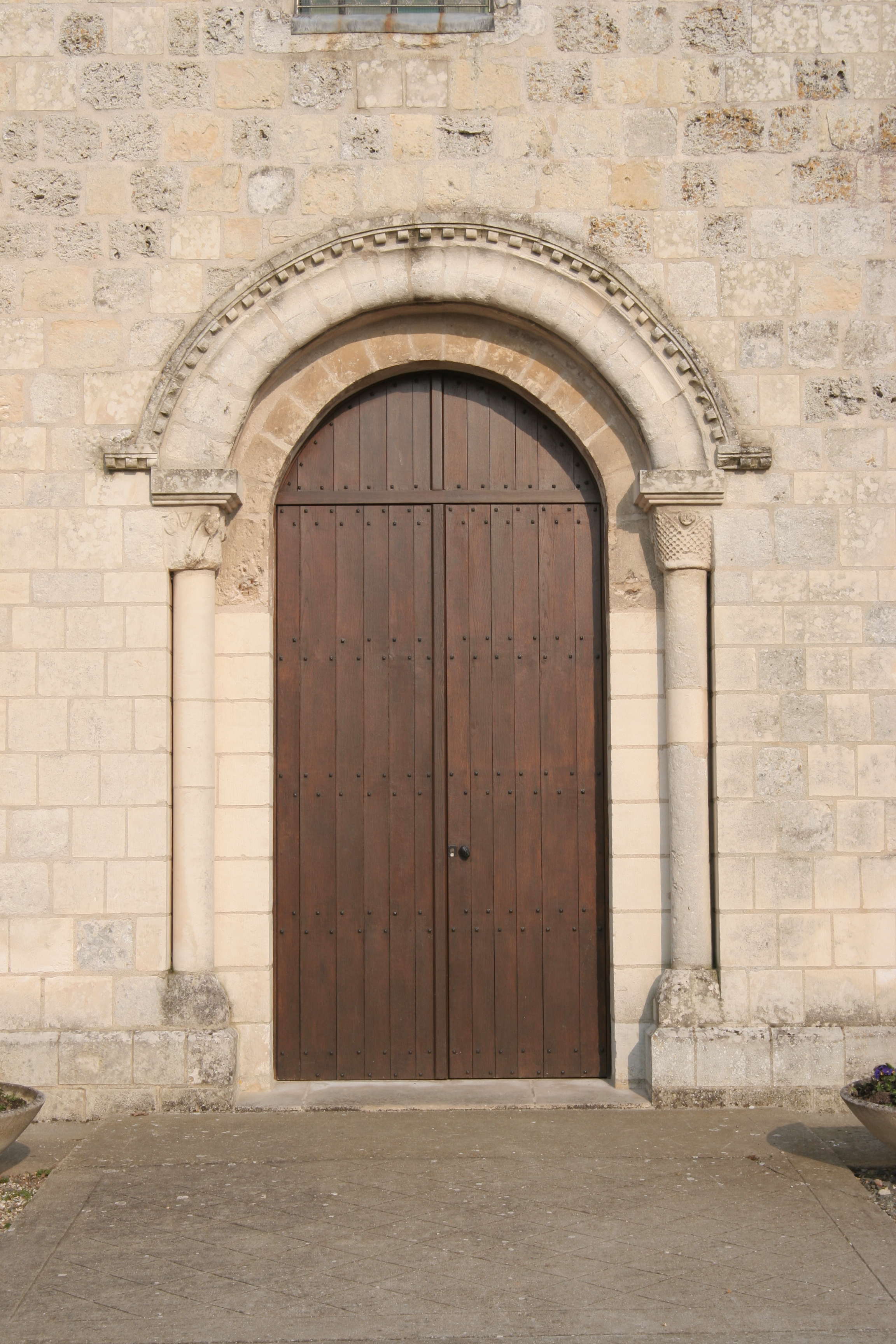
Le porche roman.

L'église a été construite au cours de la seconde moitié du XIe siècle. De cette époque, il reste notamment le porche d'entrée, sur la façade ouest.
L'édifice a été fortement modifié aux XVe siècle et XVIe siècles avec la reconstruction de la nef, augmentée de bas-côtés.
Le monument est inscrit au titre des monuments historiques par arrêté du 11 mars 1933.